# 自由空間蒸気雲爆発
自由空間蒸気雲爆発（じゆうくうかんじょうきくもばくはつ、Unconfined Vapor Cloud Explosion、略称：UVCE）とは可燃性物質が漏洩後直ちに着火せず、可燃性物質の蒸気が大気中に雲のように拡散したのちに着火爆発する現象である。
通常は開放された空間で起きる現象であるため、省略して蒸気雲爆発と呼ぶ場合が多い。

## 概説
液化天然ガスや石油関連のプラントでこの現象が起きると単なる火災に留まらず、大規模な爆発事故へと発展して被害が拡大する場合が多いため、正確なリスク評価のために重要な概念である。
そのため、この現象によって発生する爆風などをシミュレートするソフトウエアも存在する。
この現象を人為的に起こす兵器が燃料気化爆弾である。